# South Ruislip (stanice metra v Londýně)
South Ruislip je stanice metra v Londýně, otevřena roku 1908. Původní název stanice byl South Ruislip & Northolt Junction. V červenci 1942 byla stanice přejmenována na dnešní jméno. Nachází se na lince:
- Central Line (mezi stanicemi Ruislip Gardens a Northolt)
- National Rail

| Rok  | Počet cestujících |
| ---- | ----------------- |
| 2011 | 1,76 mil          |
| 2012 | 1,71 mil          |
| 2013 | 1,77 mil          |
| 2014 | 1,76 mil          |